# Parides alopius
Parides alopius is een vlinder uit de familie pages (Papilionidae). De soort is endemisch in Mexico, hoewel ze een enkele keer is waargenomen in de Verenigde Staten.
De spanwijdte varieert van 75 tot 82 millimeter.